# Engelbert Dörbandt
Engelbert Dörbandt (* 2. Februar 1949 in Berlin) ist ein ehemaliger deutscher Judoka, der vier Medaillen bei Europameisterschaften gewann.
Der 1,69 m große Dörbandt kämpfte bis 1976 im Halbmittelgewicht (bis 70 Kilogramm). Nach der Neuordnung der Gewichtsklassen kämpfte er im Leichtgewicht (bis 71 Kilogramm). Von 1971 bis 1977 gewann er sieben deutsche Meistertitel.
1970 gewann er eine Bronzemedaille bei den Europameisterschaften in Ost-Berlin. Bei den Olympischen Spielen 1972 in München gewann Dörbandt seine ersten beiden Kämpfe und verlor dann im Viertelfinale gegen Dietmar Hötger aus der DDR. In der Hoffnungsrunde besiegte er Reto Zinsli aus der Schweiz und unterlag Anatolij Nowikow aus der Sowjetunion. Dörbandt belegte damit den fünften Platz.
1973 erreichte Dörbandt bei den Europameisterschaften in Madrid das Finale und unterlag Dietmar Hötger. 1974 gewann er eine Bronzemedaille bei den Europameisterschaften und ebenfalls Bronze bei den Studentenweltmeisterschaften. Bei den Europameisterschaften 1978 in Helsinki erreichte er noch einmal das Finale und verlor gegen Günther Krüger aus der DDR.